# Audacity
Audacity er et gratis digitalt lyd-redigeringsprogram, der er tilgængeligt på Windows, Mac OS X, Linux og andre styresystemer. Audacity blev startet af Dominic Mazzoni og Roger Dannenberg på Carnegie Mellon University. Den 10. oktober 2011 var det det mest populære download på SourceForge, med 76,5 millioner downloads. Audacity vandt prisen SourceForge Bedste Multimedia Projekt valgt af fællesskabet i 2007 og 2009.